# Meerstalblok

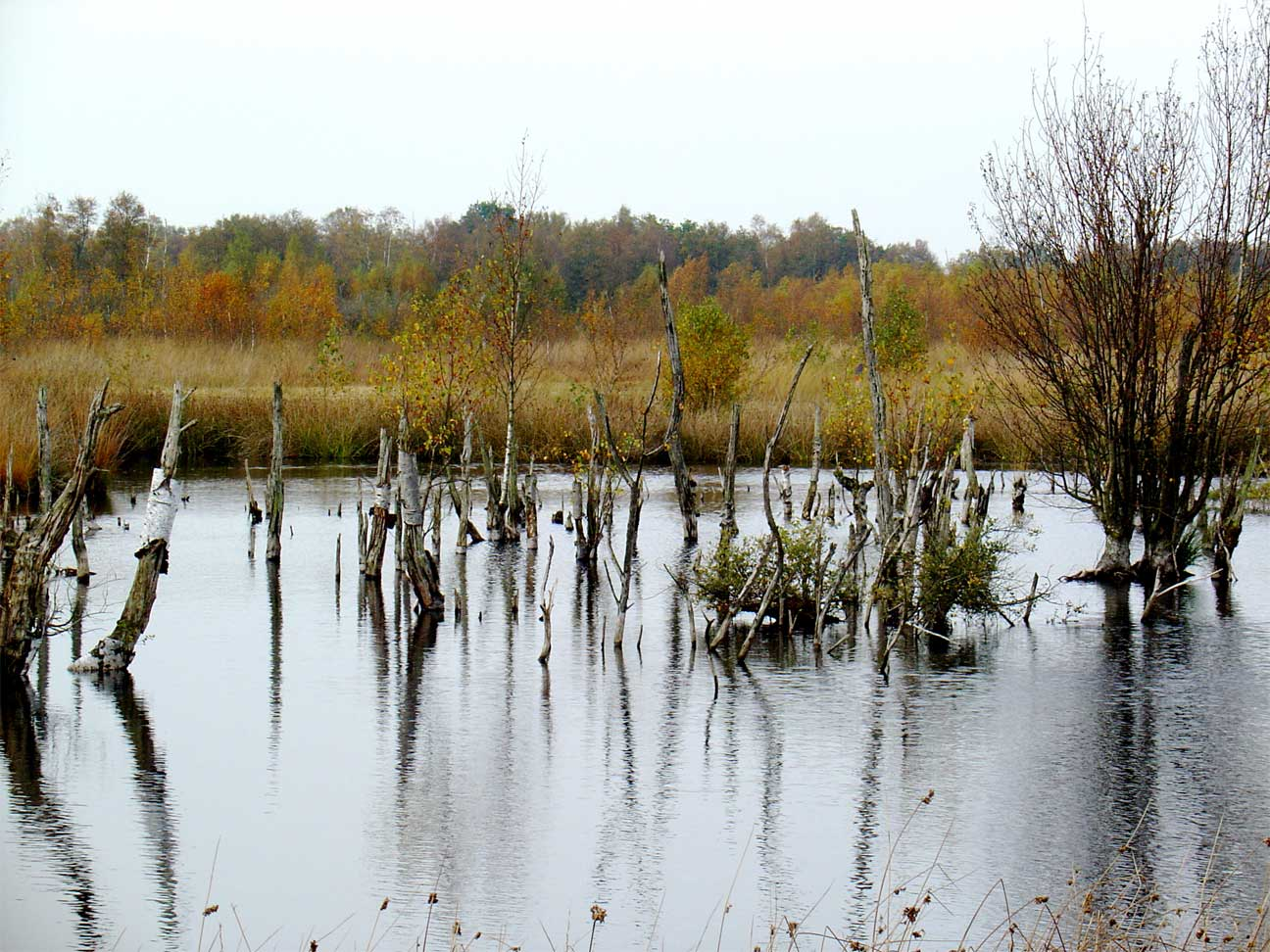
Meerstalblok in het Bargerveen

Het Meerstalblok is een natuurgebied van circa 500 hectare van Staatsbosbeheer in de Drentse gemeente Emmen, ten zuiden van het dorp Zwartemeer.
Het Meerstalblok behoort samen met het Amsterdamsche Veld en het Schoonebeekerveld tot het 2000 ha grote reservaat Bargerveen, een hoogveengebied, dat ooit deel uitmaakte van het Bourtangermoeras. Meerstallen zijn veenmeertjes met actief, levend hoogveen. In dit gebied waar het hoogveen nooit is afgegraven zijn nog intacte meerstallen te vinden. Daarnaast is er moerasgebied en open water met veenmos.
Bij de ontginning van het nabijgelegen Amsterdamsche Veld werden in dit gedeelte van het hoogveen zogenaamde bovenveenwoningen gebouwd. Feitelijk waren dit plaggenhutten, die dienstdeden als tijdelijke bewoning. De bij deze hutjes behorende graslandjes zijn nog herkenbaar in het gebied.
In dit gedeelte van het Bargerveen groeien het beschermde plantje de lange zonnedauw en diverse zeldzame orchideeënsoorten.
Het Meerstalblok is aangewezen als beschermd natuurmonument. Om de veenvorming optimaal een kans te geven wordt het waterpeil in het gebied kunstmatig hoog gehouden.